# Epidendrum panicoides
Epidendrum panicoides är en orkidéart som beskrevs av Rudolf Schlechter. Epidendrum panicoides ingår i släktet Epidendrum och familjen orkidéer.
Artens utbredningsområde är Peru. Inga underarter finns listade i Catalogue of Life.